# Église de l'Assomption de Puits
L'église de l'Assomption est une église située à Puits-et-Nuisement, en France.

## Localisation
L'église est située sur la commune de Puits-et-Nuisement, dans le département français de l'Aube.

## Historique
L'édifice est inscrit au titre des monuments historiques en 1990.

### Articles connexes

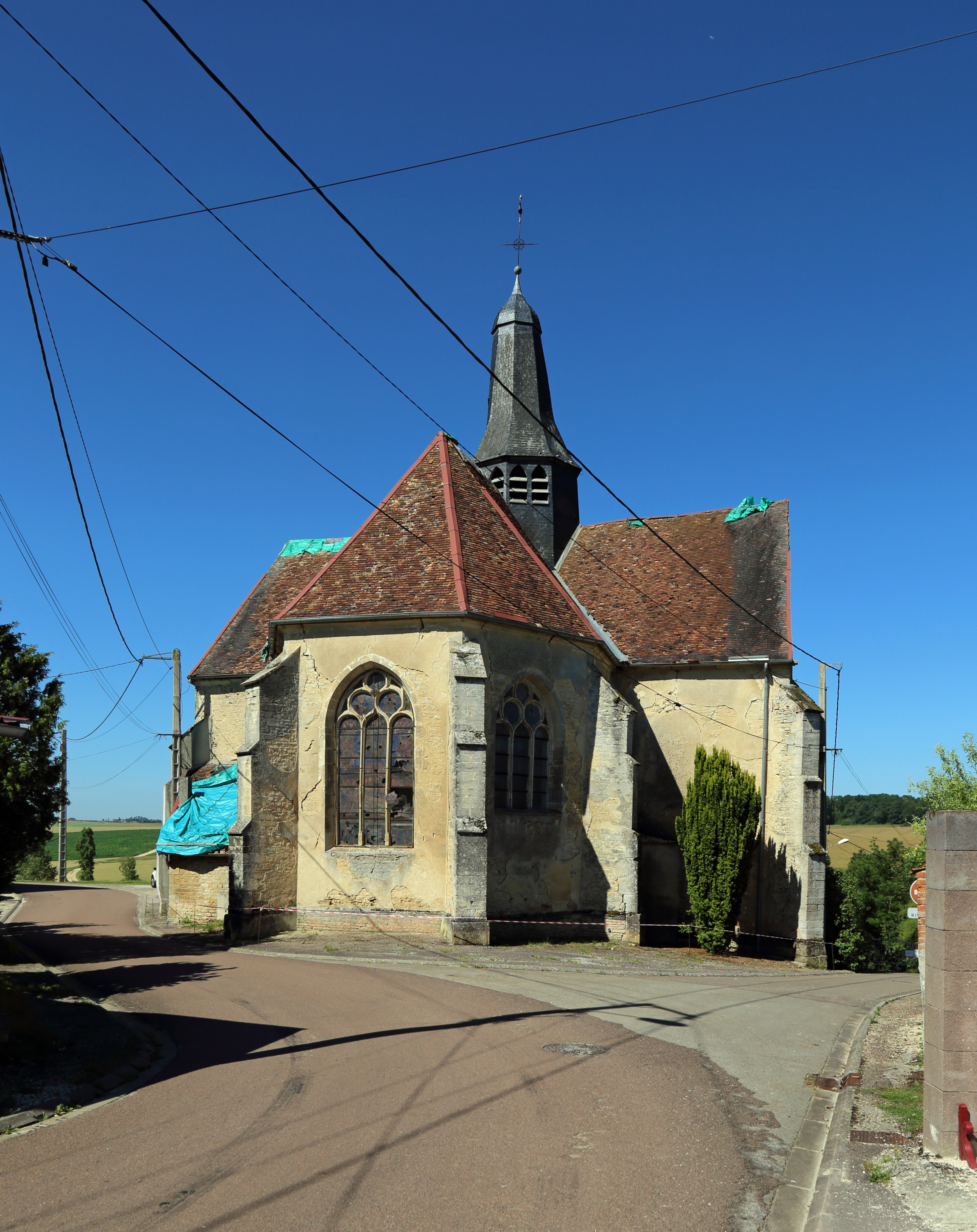
L'église de Puits, face est.
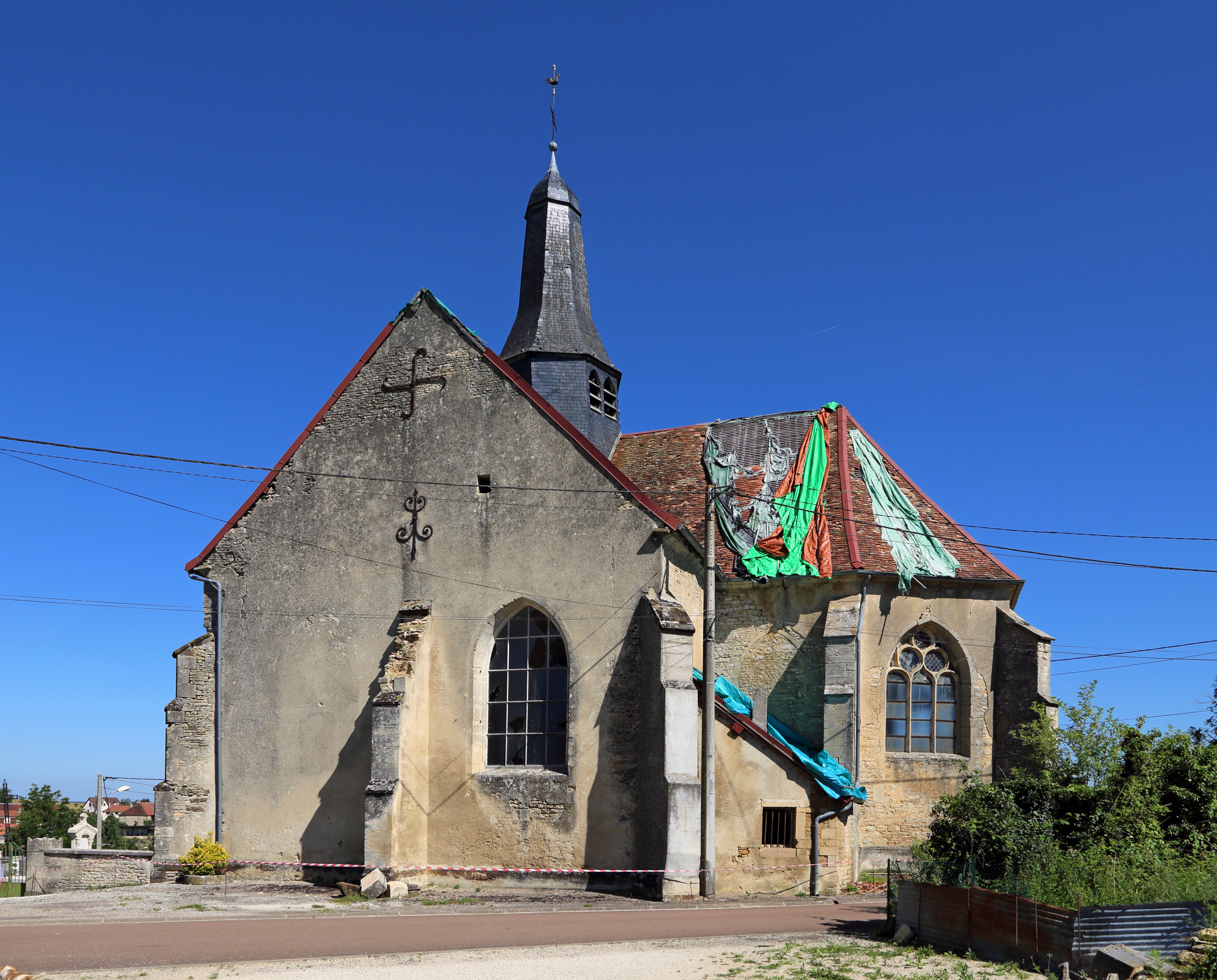
L'église de Puits, face sud.
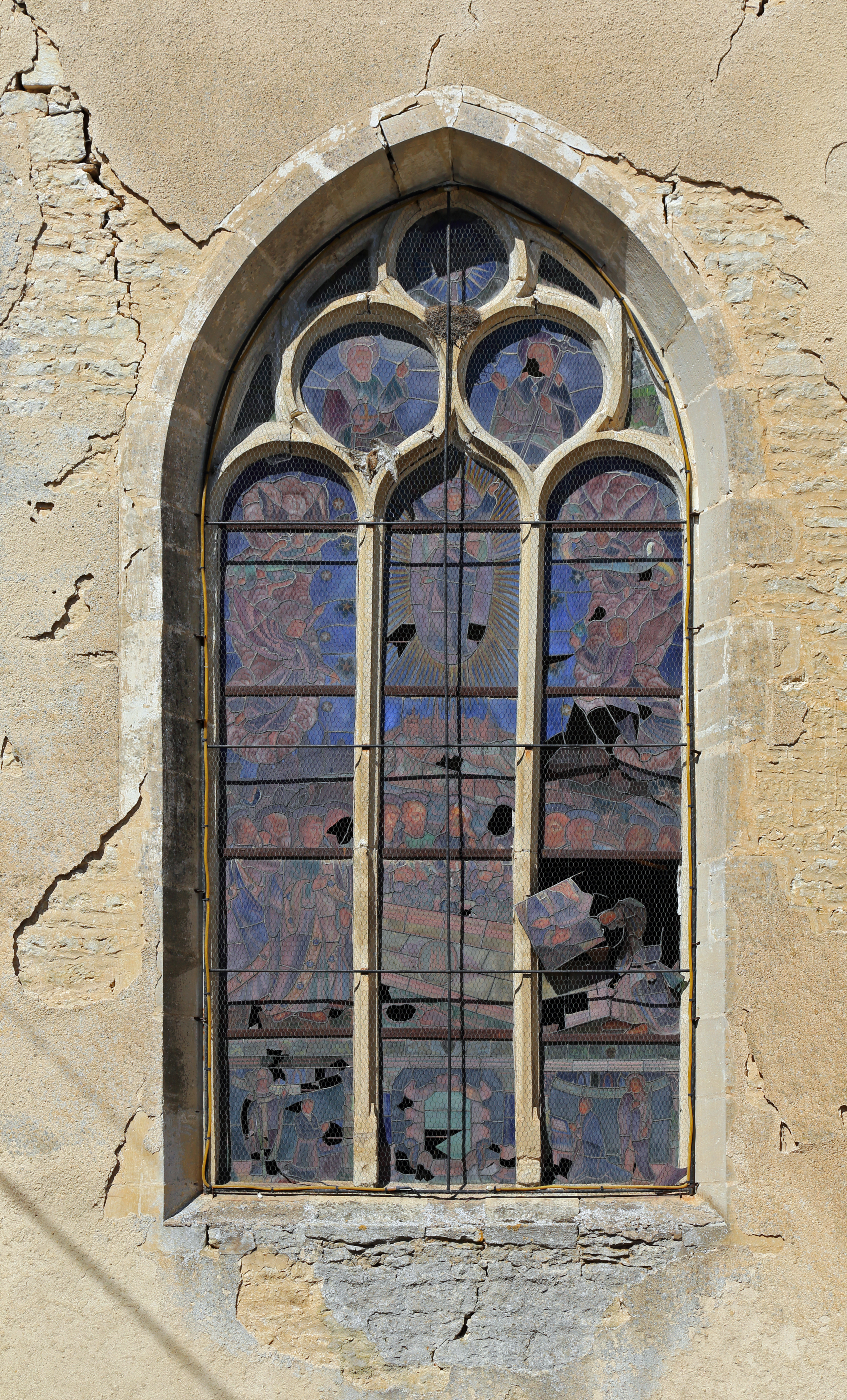
L'église de Puits, vitrail.